# متسعة وحشية
المتسعة الوحشية (باللاتينية: Musculus vastus lateralis) هي الجزء الأكبر والأكثر قوة من العضلة رباعية الرؤوس، عضلة في الفخد. تنشئ من سلسلة مسطحة، الوسق العريض موصول إلى عظم فخذ ومتصل إلى الحدود الخارجية للرضفة، وفي النهاية تنضم إلى العضلات التي تكون عضلات الفخد في أوتار عضلات الفخذ، والتي تمتد حول الركبة لتتصل بقصبة الساق.

## الأصل
تنشأ الألياف العضلية من القسم العلوي للخط بين المدورين ومن القسم الأمامي والسفلي للمدور الكبير ومن القسم الوحشي للحدبة الألوية ومن النصف العلوي للقسم الوحشي للخط الخشن. تمتد الألياف العضلية إلى الأسفل وتنتهي بوتر مسطح.

## المغرز
يندمج وتر العضلة المسطح جزئياً بالوتر المشترك للعضلة رباعية الرؤوس وجزئياً بالحافة الوحشية لعظم الرضفة.